# Insomnie fatale familiale
Pour les articles homonymes, voir IFF.
 Mise en garde médicale
L'insomnie fatale familiale (IFF) est une encéphalopathie spongiforme transmissible (EST) humaine à transmission autosomique dominante liée à une anomalie du gène de la protéine PrPC.

## Épidémiologie

Localisation dans le chromosome 20 du gène PRNP, responsable de codage de prion.

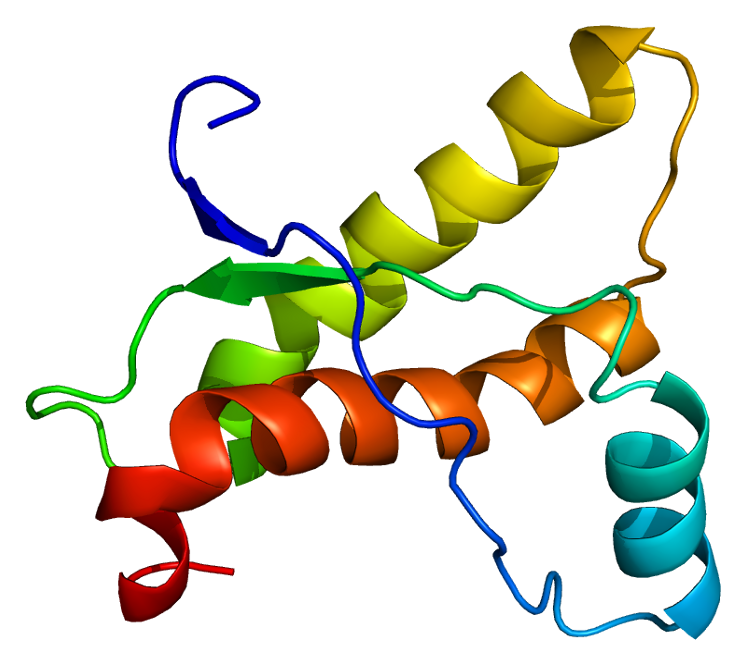
Structure de la protéine prion, PrP^{C}.

Une quarantaine de familles dans le monde sont concernées par cette maladie, soit environ une centaine de personnes. Un enfant de personne atteinte d'insomnie fatale familiale (IFF) a 50 % de risques d'être également atteint. L'IFF a d'abord été décrite en Italie en 1986. Il existe plusieurs familles concernées en France.
L'âge moyen d'apparition des premiers symptômes varie entre 18 et 60 ans, l'âge médian est de 51 ans. L'IFF commence par des insomnies, l'incapacité à dormir dans la journée, puis par l'incapacité complète de trouver le sommeil, même la nuit. La mort par manque de sommeil survient après six à trente-deux mois.

## Cause
Le gène PRNP qui code la protéine PrPC se trouve sur le bras court (p) du chromosome 20 à la position p13. Aussi bien les individus atteints d'IFF que de la forme familiale de la maladie de Creutzfeldt–Jakob (MCJf) sont porteurs d'une mutation du codon 178 du gène. Mais chez les personnes atteintes d'IFF, le codon 129 de l'allèle mutant code la méthionine au lieu d'une valine dans le cas de la MCJf. La maladie est liée à un changement d'acide aminé à la position 178, où une asparagine (N) remplace l'acide aspartique (D) qui s'y trouve normalement, associé au codage de méthionine en position 129.

## Diagnostic

### Aspects cliniques
La maladie est caractérisée par :
- une insomnie clinique ;
- une activité onirique dissociée, faite de riches hallucinations ;
- des troubles de la conscience avec hypersomnolence, état confusionnel ;
- des troubles végétatifs ;
- des troubles moteurs (les myoclonies sont rares, contrairement à la maladie de Creutzfeldt-Jakob) ;
- un état démentiel souvent tardif.

### Examens complémentaires
L'EEG de veille est peu perturbé.
L'EEG de sommeil retrouve une disparition au cours de l'évolution de la maladie de l'activité delta, des fuseaux de sommeil, des complexes K. Il existe des phases anormales de sommeil paradoxal bien que le patient soit éveillé.
Des analyses génétiques permettent de mettre en évidence une mutation ponctuelle des codons 178 et 179 du gène PRNP, ce qui signe son appartenance aux maladies à prion.
Les analyses histologiques permettent de mettre en évidence des lésions spécifiques au niveau du cerveau, avec une spongiose discrète (à la différence de la maladie de Creutzfeldt-Jakob). On observe une atteinte des noyaux dorsomédian et antérieur du thalamus avec une perte de neurones et une gliose astrocytaire.

## Traitement
Il n'existe à l'heure actuelle aucun traitement de l'insomnie fatale familiale.
En laboratoire, le tacrolimus et l'astémizole ont été identifiés in vitro comme de potentiels agents antiprions utilisables chez l'humain.
En 2015, le groupe de chercheurs du département des neurosciences de l'Institut de la recherche pharmacologique Mario Negri de Milan annonce le début d'un essai clinique, qui consiste en utilisation de la doxycycline à dose quotidienne de 100 mg sur la période de dix ans, dans le groupe de dix porteurs asymptomatiques de la maladie. Les résultats obtenus doivent être comparés à l'ensemble des données historiques.

## Évolution
La maladie est inéluctablement fatale. Les symptômes évoluent rapidement avec un décès survenant au bout de 7 mois à 6 ans (18 mois en moyenne).